# Pisgah Inn
Le Pisgah Inn est un lodge américain à la frontière des comtés d'Haywood et Transylvania, en Caroline du Nord. Situé à environ 1 525 mètres d'altitude dans les monts Great Balsam, il est protégé au sein de la Blue Ridge Parkway, au cœur de la forêt nationale de Pisgah. Il a ouvert en 1964 en remplacement d'un prédécesseur datant de 1918 et démoli en 1990.